# Femke Bol
Femke Bol (* 23. Februar 2000 in Amersfoort) ist eine niederländische Sprinterin und Hürdenläuferin, die sich auf die 400-Meter-Distanz spezialisiert hat. In dieser Disziplin ist sie aktuell Inhaberin des Europarekordes. 2021 gewann sie eine olympische Bronzemedaille, 2024 eine olympische Goldmedaille in der 4-mal-400-Meter-Mixed-Staffel und 2023 wurde sie Weltmeisterin über 400 Meter Hürden sowie in der 4-mal-400-Meter-Staffel. Zudem ist sie Europameisterin über 400 Meter Hürden und im 400-Meter-Lauf. Über die Flachdistanz ist sie zudem seit 2023 Inhaberin des Hallenweltrekordes und auch über 500 Meter hält sie die Weltbestleistung in der Halle.

## Sportliche Laufbahn

### Frühe Jahre

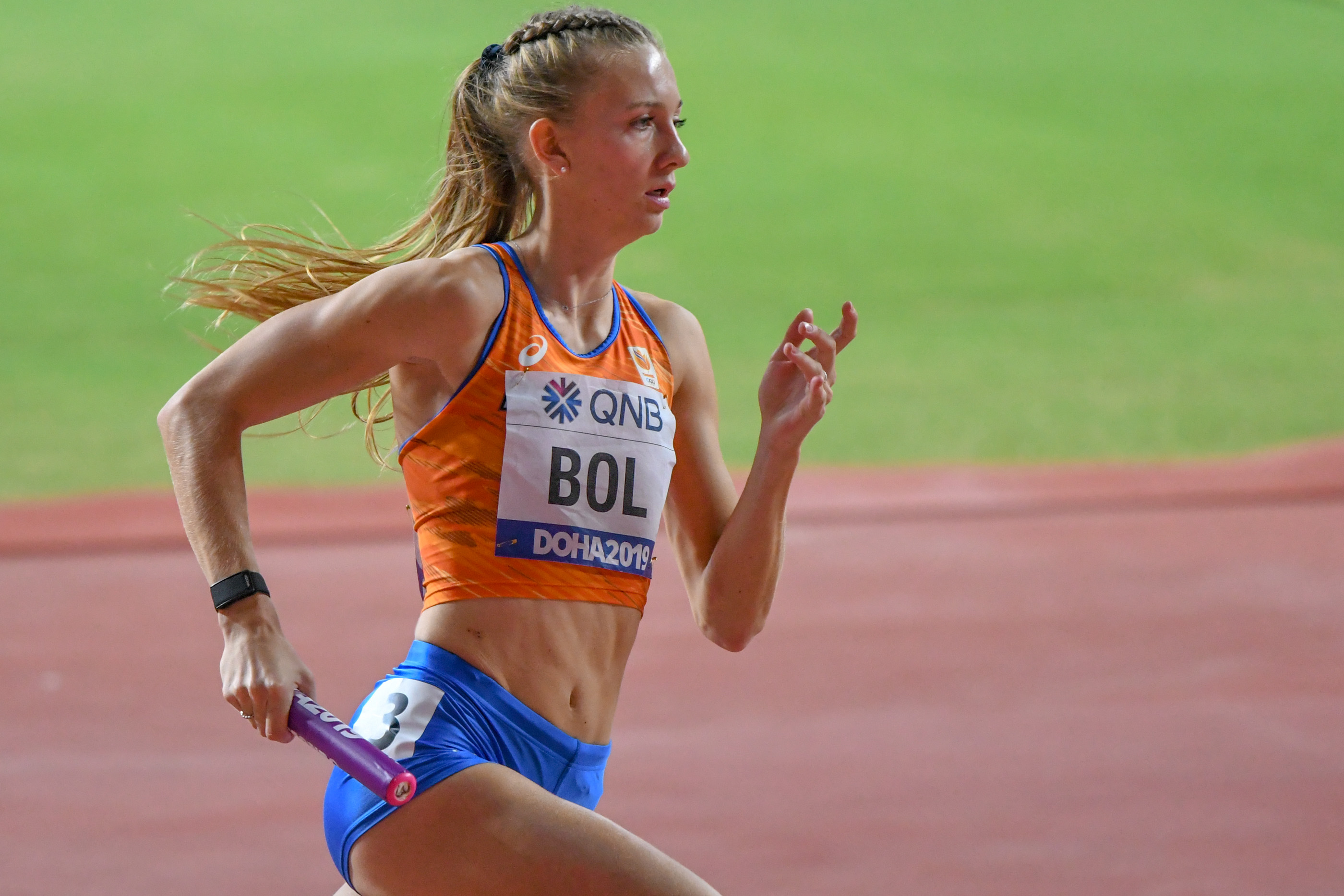
Femke Bol bei den Weltmeisterschaften in Doha

Im Jahre 2017 erreichte Femke Bol bei den U20-Europameisterschaften in Grosseto über diese Distanz das Halbfinale und schied dort mit 54,74 s aus.
2019 wurde Bol niederländische Meisterin im 400-Meter-Hürdenlauf und zudem nationale Hallenmeisterin im 400-Meter-Lauf. Bei den IAAF World Relays 2019 in Yokohama siegte sie mit der niederländischen 4-mal-400-Meter-Staffel mit 3:29,03 min im B-Finale und siegte anschließend im 400-Meter-Hürdenlauf bei den U20-Europameisterschaften im schwedischen Borås in 56,25 s.
Sie qualifizierte sich damit auch für die Weltmeisterschaften in Doha, bei denen sie das Halbfinale erreichte und dort mit 56,37 s ausschied. Mit der Staffel gelangte sie bis in das Finale und wurde dort in 3:27,89 min Siebte.

### 2020
Im Juli 2020 stellte sie in Arnhem mit 54,47 s einen neuen Landesrekord auf und verbesserte damit die alte Bestmarke von Ester Goossens aus dem Jahr 1998 um knapp zwei Zehntelsekunden. Nur zwei Wochen darauf lief sie ebendort 53,79 s, womit sie die bis dahin viertschnellste U23-Athletin aller Zeiten ist.
Sie blieb zudem 2020 ungeschlagen und siegte bei zahlreichen internationalen Meetings, darunter beim Bauhaus-Galan in 54,68 s und bei der Golden Gala Pietro Mennea in Rom mit 53,90 s. Beim Ostrava Golden Spike siegte sie in 38,55 s über 300 Meter Hürden und stellte auch dort eine nationale Bestleistung auf.

### 2021
Die Hallensaison 2021 startete sie mit einem Sieg beim Indoor Track & Field Vienna und siegte dort in 50,96 s über 400 Meter und stellte damit einen neuen niederländischen Hallenrekord auf. Diese Bestmarke verbesserte sie mehrere Male, ehe sie bei den Halleneuropameisterschaften in Toruń mit 50,63 s die Goldmedaille gewann. Dort siegte sie auch mit der niederländischen 4-mal-400-Meter-Staffel in neuer Meisterschafts- und Landesrekordzeit von 3:27,15 min.
Anfang Mai belegte sie dann bei den World Athletics Relays im polnischen Chorzów in 3:30,12 min den vierten Platz mit der Frauenstaffel und verhalf der Mixed-Staffel zum Finaleinzug. Anfang Juni siegte sie in 54,33 s bei den FBK Games sowie anschließend in 53,44 s bei der Golden Gala Pietro Mennea in Florenz und stellte damit erneut einen Landesrekord auf. Anfang Juli steigerte sie sich bei den Bislett Games in Oslo auf 53,33 s und lief damit erneut als Erste durchs Ziel und wenige Tage darauf siegte sie beim Bauhaus-Galan in 52,37 s sowie in 52,81 s beim Gyulai István Memorial. Mitte Juli siegte sie in 53,24 s auch bei den Anniversary Games in Gateshead und nahm dann im August erstmals an den Olympischen Sommerspielen in Tokio teil und lief dort im Finale mit neuem Europarekord von 52,03 s zur Bronzemedaille.
Mit dieser Zeit reihte sie sich hinter Sydney McLaughlin und Dalilah Muhammad auch auf Rang drei in der ewigen Weltbestenliste ein. Damit verbesserte sie in einer Saison 13-mal den niederländischen Rekord über 400 Meter Hürden und im 400-Meter-Lauf und zählt damit bereits in jungem Alter zu den erfolgreichsten niederländischen Leichtathletinnen.
Zudem belegte sie bei den Spielen in 3:23,74 min den sechsten Platz in der 4-mal-400-Meter-Staffel und stellte damit einen neuen Landesrekord auf und in der Mixed-Staffel wurde sie mit nationaler Bestleistung von 3:10,36 min Vierte. Ende August siegte sie dann in 53,05 s bei der Athletissima sowie in 52,80 s bei Weltklasse Zürich und blieb damit 2021 auf Diamond-League-Ebene ungeschlagen und sicherte sich damit auch die überlegene Gesamtwertung im Diamond Race. Zum Saisonabschluss siegte sie dann in 54,01 s bei der Gala dei Castelli.

### 2022

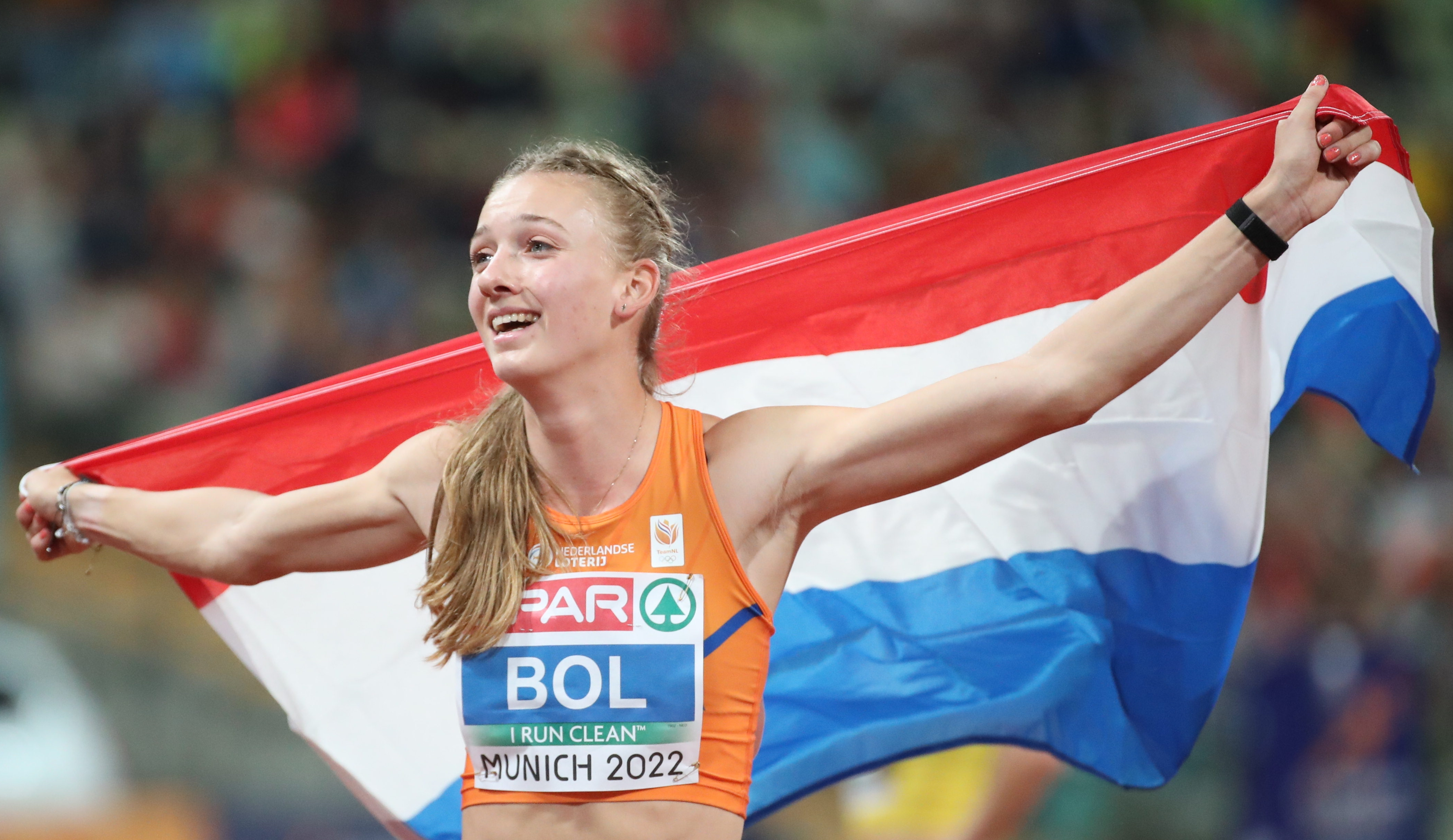
Femke Bol nach ihrem Sieg über 400 Meter Hürden in München

2022 steigerte sie den niederländischen Hallenrekord sukzessive auf 50,30 s und gewann dann bei den Hallenweltmeisterschaften in Belgrad eine Silbermedaille in 50,57 s hinter der Olympiasiegerin Shaunae Miller-Uibo von den Bahamas. Zudem gewann sie in 3:28,57 min gemeinsam mit Lieke Klaver, Eveline Saalberg und Lisanne de Witte ebenfalls die Silbermedaille und musste sich knapp dem Team aus Jamaika geschlagen geben.
In Ostrava lief Bol am 31. Mai ihr erstes Rennen der Sommersaison und startete über die 300-Meter-Hürdendistanz. Dort lief sie eine Zeit von 36,86 s, was eine neue Weltbestleistung bedeutete. Bol verbesserte die alte Bestmarke von der Tschechin Zuzana Hejnova um mehr als eine Sekunde.
Anfang Juni siegte sie in 53,94 s bei den FBK Games sowie anschließend in 53,02 s bei der Golden Gala Pietro Mennea und in 52,61 s bei den Bislett Games sowie in 52,27 s beim Bauhaus-Galan. Bei den Weltmeisterschaften in Eugene im Juli gewann sie mit einer Zeit von 52,27 s die Silbermedaille über 400 Meter Hürden, dabei konnte sie sich vor der Titelverteidigerin Dalilah Muhammad platzieren und musste sich nur der Weltrekord laufenden Sydney McLaughlin geschlagen geben.
Zudem gewann sie in der Mixed-Staffel in 3:09,90 min gemeinsam mit Liemarvin Bonevacia, Lieke Klaver und Tony van Diepen die Silbermedaille hinter dem Team aus der Dominikanischen Republik. Mit der Frauenstaffel wurde sie zudem im Vorlauf disqualifiziert.
Am 6. August gewann sie den 400-Meter-Lauf beim Memoriał Kamili Skolimowskiej in Polen und stellte dabei mit 49,75 s einen neuen niederländischen Rekord auf.
Im August steigerte sie diese Bestmarke bei den Europameisterschaften in München auf 49,44 s und gewann damit die Goldmedaille. Zudem siegte sie dort in 52,67 s mit großem Vorsprung über die 400 Meter Hürden sowie in 3:20,87 min gemeinsam mit Eveline Saalberg, Lieke Klaver und Lisanne de Witte in 4-mal-400-Meter-Staffel und stellte damit einen neuen Landesrekord auf.
Mit drei Goldmedaillen war sie der erfolgreichste Leichtathlet der Europameisterschaften. Anschließend siegte sie in 52,95 s bei der Athletissima sowie in 53,03 s bei Weltklasse Zürich und sicherte sich damit erneut die Gesamtwertung der Diamond League.

### 2023

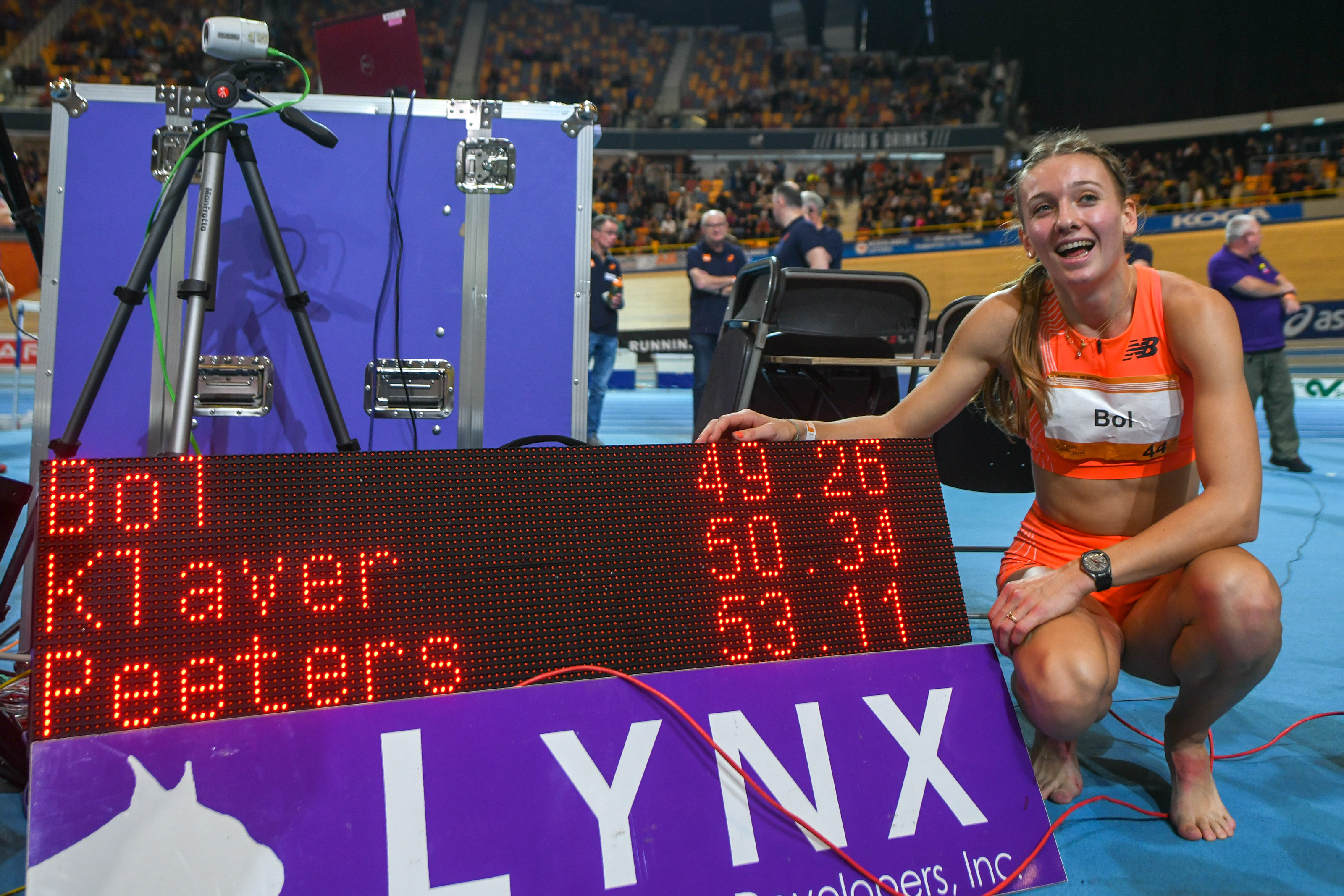
Femke Bol, nachdem sie den Hallenweltrekord im 400-Meter-Lauf aufgestellt hatte.

2023 stellte Bol in der Halle mit 1:05,63 min eine Weltbestzeit über die 500 Meter auf.
Zudem lief sie die 400 Meter in der Halle in 49,96 s, womit sie erst die vierte Läuferin weltweit war, die die 50-Sekunden-Marke über diese Distanz knackte.
Bei den niederländischen Hallenmeisterschaften im Februar desselben Jahres verbesserte Bol den 41 Jahre alten Hallenweltrekord im 400-Meter-Lauf von Jarmila Kratochvílová auf nunmehr 49,26 s.
Anfang März verteidigte sie bei den Halleneuropameisterschaften in Istanbul in 49,85 s ihren Titel über 400 Meter und siegte auch mit der 4-mal-400-Meter-Staffel in 3:25,66 min gemeinsam mit Lieke Klaver, Eveline Saalberg und Cathelijn Peeters und stellte damit einen neuen Meisterschafts- und Landesrekord auf. Anfang Juni siegte sie in 52,43 s bei der Golden Gala Pietro Mennea sowie in 50,1 s über 400 Meter bei den FBK Games.
Bei den Bislett Games siegte sie in 52,30 s über 400 Meter Hürden sowie in 52,76 s bei der Athletissima in Lausanne.
Ende Juni wurde sie in 49,82 s Erste bei der 1. Liga der Team-Europameisterschaft im Zuge der Europaspiele in Chorzów und sicherte sich damit ligenübergreifend die Goldmedaille.
Beim Diamond-League-Wettbewerb in London stellt sie mit 51,45 s über 400 Meter Hürden einen neuen Europarekord und einen Diamond-League-Rekord auf.
Im August siegte sie bei den Weltmeisterschaften in Budapest in 51,70 s überlegen im Hürdenlauf und sicherte sich mit der Frauenstaffel in 3:20,72 min gemeinsam mit Eveline Saalberg, Lieke Klaver und Cathelijn Peeters die Goldmedaille.
Auch in der Mixed-Staffel war die niederländische Mannschaft auf Medaillenkurs; Bol stürzte aber wenige Meter vor der Ziellinie und die Staffel konnte somit das Rennen nicht beenden. Kurz darauf siegte sie in 52,79 s bei der Gala dei Castelli.
Im Oktober 2023 wurde sie als eine von elf Sportlerinnen für die Auszeichnung als Welt-Leichtathletin des Jahres 2023 nominiert.

### 2024
Im französischen Metz konnte die 23-Jährige im Februar eine 42 Jahre alte Bestmarke brechen: Erst triumphierte sie in 49,69 s über 400 Meter und dann lief sie die 200 Meter in 22,64 s.
Diese Kombination beider Leistungen bedeutet einen inoffiziellen Weltrekord, denn Bols Zeiten sind die schnellste 400/200-Kombi jemals und damit bricht sie den inoffiziellen Rekord von Jarmila Kratochvílová aus dem Jahr 1981. Die Tschechoslowakin war damals in Wien 49,64 und 22,76 s gelaufen, in der Addition also 7 Hundertstelsekunden langsamer.

Am 18. Februar steigerte Bol bei den nationalen Hallenmeisterschaften in Apeldoorn ihren eigenen 400-Meter-Weltrekord um zwei Hundertstel auf 49,24 s. Zwei Wochen später gelang Bol in Glasgow bei den Hallenweltmeisterschaften eine weitere Verbesserung des Weltrekordes. Im Finale triumphierte sie mit einer Zeit von 49,17 s. Anfang Mai wurde sie bei den World Athletics Relays in Nassau in 3:11,45 min Zweite in der Mixed-Staffel hinter dem US-amerikanischen Team. Ihr Saisoneinstieg über 400 Meter Hürden erfolgte Anfang Juni bei der Bauhaus-Galan, bei der sie in 53,07 s siegte. Kurz darauf verteidigte sie bei den Europameisterschaften in Rom in 52,49 s ihren Titel über 400 Meter Hürden und verbesserte damit erneut ihren eigenen Meisterschaftsrekord. Zudem gewann sie mit der Mixed-Staffel in 3:10,73 min gemeinsam mit Liemarvin Bonevacia, Lieke Klaver und Isaya Klein Ikkink die Bronzemedaille hinter den Teams aus Irland und Italien. Am Schlusstag der Europameisterschaften verteidigte sie mit der Frauenstaffel in 3:22,39 min ihren Titel.
Bei einem Wettkampf in La Chaux-de-Fonds lief Bol mit 50,95 s über die 400 Meter Hürden einen neuen Europarekord und war damit die zweite Frau nach der Weltrekordlerin Sydney McLaughlin-Levrone, die die 51-Sekunden-Marke durchbrach.
Bei den Olympischen Spielen in Paris gewann sie in einer Zeit von 52,15 s wie bei den Spielen in Tokio die Bronzemedaille und musste sich dabei mit großem Abstand der erneut Weltrekord laufenden McLaughlin-Levrone geschlagen geben. In den beiden 400-Meter-Staffelwettbewerben trat Bol jeweils als Schlussläuferin an und gewann für die Niederlande in zwei Aufholjagden Gold und Silber. Dabei lag sie in der Mixed-Staffel zunächst nur an vierter Stelle mit großen Rückstand auf die führende Amerikanerin, die sie dann auf der Zielgeraden nach einer furiosen Aufholjagd noch übersprintete und mit 3:07,43 min einen neuen Europarekord aufstellte.

### Nationale Erfolge
2019 wurde Bol niederländische Hallenmeisterin im 400-Meter-Lauf und wiederholte diese Leistung in den Jahren von 2021 bis 2023.

## Persönliche Bestleistungen
- 200 Meter: 22,80 s (+1,9 m/s), 30. Juni 2024 in Hengelo
  - 200 Meter (Halle): 22,87 s, 11. Februar 2023 in Metz (niederländischer Rekord)
- 400 Meter: 49,44 s, 17. August 2022 in München (niederländischer Rekord)
  - 400 Meter (Halle): 49,17 s, 2. März 2024 in Glasgow (Weltrekord)
- 500 Meter (Halle): 1:05,63 min, 4. Februar 2023 in Boston (Weltbestleistung)
- 300 m Hürden: 36,86 s, 31. Mai 2022 in Ostrava (Weltbestleistung)
- 400 m Hürden: 50,95 s, 14. Juli 2024 in La Chaux-de-Fonds (Europarekord)

## Auszeichnungen
- Europas Leichtathletin des Jahres: Aufsteigerin des Jahres (2021)
- Europas Leichtathletin des Jahres (2022, 2023)

## Privates
Femke Bol ist mit dem belgischen Stabhochspringer Ben Broeders (* 1995) liiert.